# Taxman
Taxman – piosenka brytyjskiego zespołu rockowego The Beatles napisana i zaśpiewana przez George’a Harrisona. Utwór otwiera album Revolver grupy The Beatles, który wydano w 1966 roku.

## Personel
1. George Harrison – wokal i gitara rytmiczna
2. John Lennon – wokal wspierający i cowbell
3. Paul McCartney – wokal wspierający, gitara i bas
4. Ringo Starr – perkusja i tamburyn
5. George Martin – producent muzyczny
6. Geoff Emerick(inne języki) – inżynier dźwięku